# Усиковка
Усиковка — хутор в Кашарском районе Ростовской области.
Входит в состав Кашарского сельского поселения.

## География
На хуторе имеется одна улица: Береговая.

## Население
| 2010 |
| ---- |
| 31   |